# Fang vermell
El fang o llot vermell és un residu sòlid que es genera en el procés Bayer, el principal mètode industrial per produir alúmina a partir de bauxita, amb la qual posteriorment s'obté alumini. Una planta de refinació de mida mitjana produeix una quantitat de llot vermell en una proporció d'una o dues vegades la quantitat d'alúmina produïda, encara que la proporció de llot generat varia en funció del tipus de bauxita utilitzada en la producció.
El llot constitueix un dels problemes de la indústria de l'alumini més importants per la dificultat que suposa eliminar aquest residu constituït per partícules metàl·liques. El característic color vermell es produeix per la presència d'òxids de ferro hidrats, que pot arribar fins a un 60% de la massa del residu. A més dels òxids de ferro, les partícules més abundants són de sílice, alumini i diòxid de titani.
L'eliminació no és un procés fàcil. En la majoria dels països en els quals es genera llot vermell, és emmagatzemat en un dipòsit o tanc. Presenta el problema que, quan s'estableix un estanc per a aquesta finalitat, la zona ja no és apta per dur-hi a terme cap mena d'activitat agrícola ni tampoc s'hi pot edificar, encara que es retiri la instal·lació d'emmagatzematge.
El llot vermell és una substància altament bàsica, amb un pH d'entre 10 i 13. Per aquest motiu, actualment es duen a terme diversos mètodes per rebaixar-ne el pH amb l'objectiu de reduir l'impacte mediambiental.

## Composició
| Material                | Percentatge aproximat | Observacions                                            |
| ----------------------- | --------------------- | ------------------------------------------------------- |
| Fe₂O₃ (Òxid de Ferro)   | 40-45%                | Aporta color al fang                                    |
| Al₂O₃ (Òxid d'alumini)  | 10-15%                | Òxid d'alumini no extret                                |
| SiO₂ (òxid de silici)   | 10-15%                | Present com sodi o calci-alúmina-silici                 |
| CaO (òxid de calci)     | 6-10%                 |                                                         |
| TiO₂ (Diòxid de titani) | 4-5%                  |                                                         |
| Na₂O (Òxid)             | 5-6%                  | Causa de l'alt nivell de pH i de les cremades químiques |

## Característiques fisicoquímiques del fang vermell
El seu color vermell totxana és causat per l'alt contingut d'òxids de ferro que contenia la bauxita abans del tractament. Té un pH basic (10 a 13) degut al mateix procés Bayer. La seva toxicitat principalment està vinculada a la naturalesa càustica del material i, en menor mesura, tot i que més important, a llarg termini és el contingut en metalls pesants (plom, mercuri, crom), doncs el contingut d'aquests productes i la seva biodisponibilitat varien fortament en funció de l'origen de la bauxita i el procés industrial. Aquests metalls pesants es poden extreure majoritàriament amb un agent quelant com l'EDTA, tractant prèviament el llot amb àcid. Per lixiviació també s'extreuen una fracció dels metalls pesants (els més solubles en aigua).

## Tractament dels llots
Els llots són principalment dipositats en piscines d'evaporació. Al final de la seva vida útil, o quan estan en procés de deshidratació, se’ls dona un segon ús. La principal dificultat a l'hora de transformar els llots és l'alta basicitat que, juntament amb la salinitat, impedeixen o frenen la recuperació espontània. En zones o èpoques seques la volatilització de la pols pot ser un problema i a les èpoques humides l'erosió hídrica pot ser font de contaminació a aqüífers i rius (la terbolesa, la modificació del pH, la contaminació per metalls). La basicitat pot ser tractada per àcid parcialment o totalment, però aquest mètode pot afavorir l'alliberament dels metalls pesants i la dificultat de capturar-los per altres mètodes.
S'han provat diversos mètodes de rehabilitació, entre els quals hi ha la cobertura simple amb una capa de terra (entre 30 cm i 1 m), una precobertura amb cendres o restes de carbó, encara que també poden contenir contaminant, o fins i tot fer un pretractament de superfície per residus de guix) que fa disminuir el pH, augmenta la disponibilitat d'oligoelements, com el calci, el potassi, el fòsfor i el magnesi, i es redueix la toxicitat del ferro i el sodi, fet que produeix una millora de la germinació i el creixement de les plantes).
Aquest residu industrial a vegades ha sigut eliminat abocant-lo al mar (segons els països i l'evolució de la seva legislació).

## Revaloració
La instal·lació de nous abocadors és costosa i genera cada vegada més dificultats per part dels municipis. Des de fa algunes dècades, els industrials busquen solucions per disminuir el tonatge de residus produïts, i eventualment revalorar els llots vermells trobant-los nous usos. A Catalunya operen algunes empreses que tracten els llots vermells i n'extreuen l'alumini i altres metalls eliminant l'alcalinitat.
Se'ls ha buscat usos com a materials de construcció (integració a ceràmiques, totxos o ciments) o en enginyeria civil, com a material de cobertura per a abocadors, sempre que hagin esdevingut inerts per extracció de més del 90% de sosa càustica.
També com a materials químics i minerals per reparar sòls contaminats per arsènic o altres metalls (els metalls pesants són menys biodisponibles en terrenys bàsics). Com a absorbents, additius, colorants... La naturalesa bàsica i una preparació suplementària, com poden ser la calcinació, o afegir-hi additius apropiats, els confereixen característiques interessants per absorbir certs contaminants de líquids o productes àcids o lleugerament àcids, i per tamponar el pH d'aquests líquids. És un medi molt eficaç per absorbir arsènic de l'aigua, en certes condicions d'acidesa de l'aigua.
Els llots vermells no tractats amb àcid mostren en certes condicions una capacitat de fixar ions molt tòxics del plom i del crom (Pb2+ i Cr6+). Si els llots vermells són utilitzats per absorbir contaminants no biodegradables, es formaran residus molt contaminats que caldrà fer inerts o emmagatzemar durant llargs períodes en bones condicions. Les proves ecotoxicològiques corresponents utilitzades fan pensar que el llot vermell no presenta toxicitat elevada per a l'entorn abans o després de certa reutilització. Com a productes de neteja de gas, catalitzadors d'hidrogen, hidrodecloració i d'oxidació d'hidrocarburs.

## Riscos industrials
Se l'ha vinculat als productes químics utilitzats al procés, però també als efectes eventuals de seguretat de les piscines d'emmagatzematge dels llots vermells.
A l'octubre de 2010, a prop de la ciutat hongaresa d'Ajka, els pobles circumdants varen ser inundats per 700 000 m³ de llot vermell molt fluid i càustic, després de trencar-se un dic de contenció de 30 metres d'altura, cosa que va provocar una catàstrofe ecològica per la seva proximitat al riu Danubi, així com nou morts i cent vint persones ferides.
Europa va finançar un programa internacional d'investigació sobre la radioactivitat i els riscos corresponents a la radioactivitat del fang vermell i els residus de centrals elèctriques. En aquests dos casos, els residus poden haver concentrat certs radionúclids susceptibles d'introduir-se a les xarxes tròfiques i plantejar un problema sanitari i ecològic.